# Oceanwide Plaza Tower I
L'Oceanwide Plaza Tower I est un gratte-ciel en construction à Los Angeles aux États-Unis. Il s'élèvera à 206 mètres. Son achèvement est prévu pour 2019.